# Göktürk

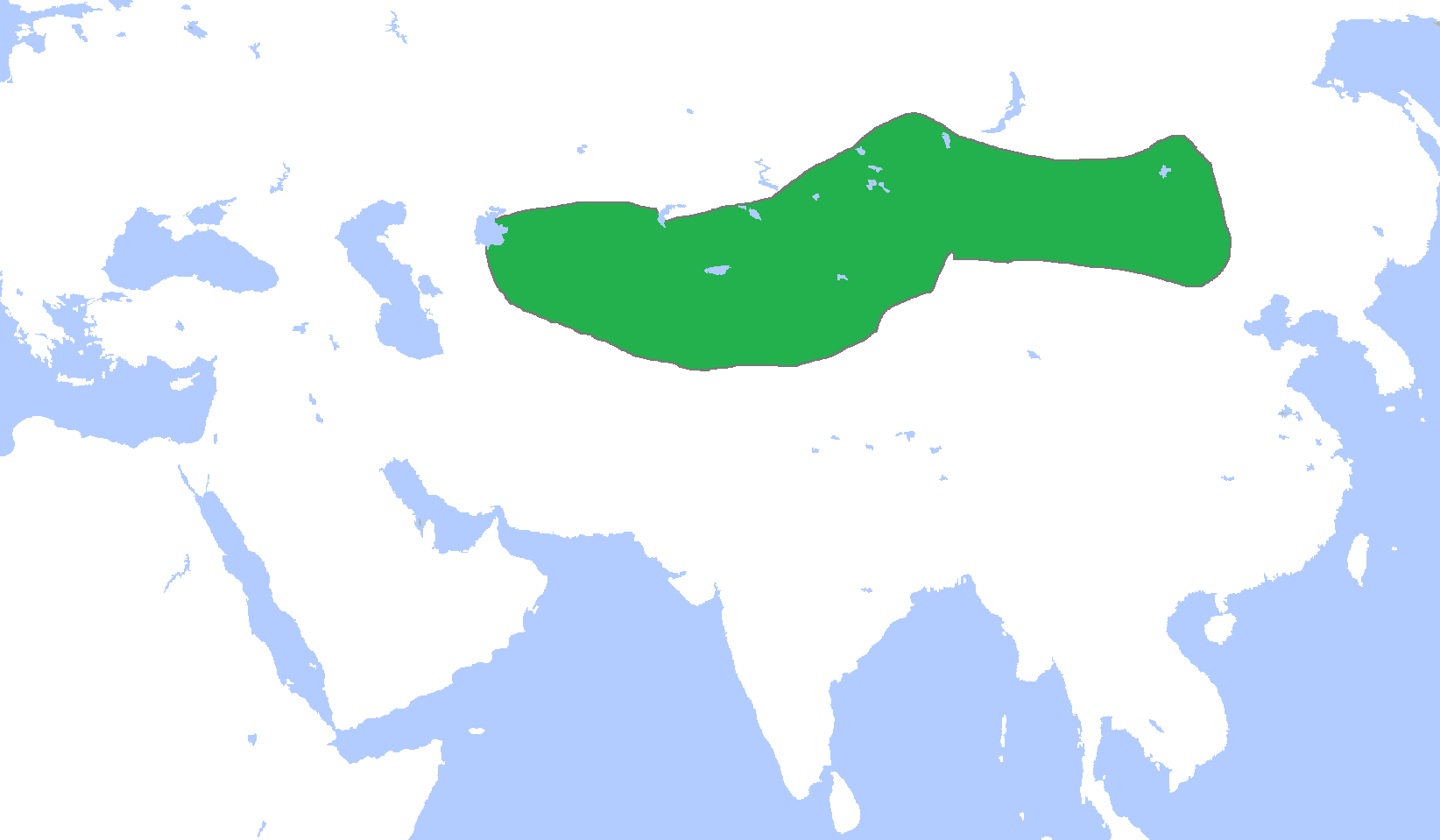
Khaganato Göktürk nei primi anni

I Göktürk furono un popolo di origine turca dell'Asia centro-orientale, noto alle fonti cinesi come tujue, che sotto il regno del Khagan Bumin/Tuman (?-552 d.C.) e dei suoi figli diede vita al primo stato turco conosciuto nel territorio precedentemente occupato dagli Unni e che si espanse rapidamente in un vasto territorio dell'Asia Centrale.

## Etimologia
Di solito si traduce Göktürk con "Turchi Celesti", interpretazioni diverse li qualificano come Turchi Blu o Turchi dal grande numero. Il blu, il colore del cielo, aveva la connotazione di "celeste" o "divino".

## Origini
Due secoli dopo il collasso dell'impero Xiongnu in Asia centrale i Göktürk ereditarono le loro tradizioni e la loro esperienza in campo amministrativo, la differenza tra i due popoli sta nel fatto che il potere dei khan era subordinato alla suprema autorità di un consiglio dei capi. I Göktürk furono il primo popolo turco a scrivere la propria lingua in un alfabeto runico (scrittura dell'Orkhon). Il Khanato ricevette i missionari cristiani-nestoriani, Buddisti e Manichei ma mantenne la sua originale religione sciamanista del Tengrismo.

## Primo impero göktürk
L'ascesa dei Turchi al potere iniziò nel 546 quando Bumin Khan lanciò un attacco preventivo contro la tribù dei Tiele i quali progettavano una rivolta contro i loro dominatori Juan Juan. Per questo servizio Bumin sperava di ottenere la mano di una principessa Juan Juan i quali però negarono categoricamente ogni ipotesi del genere. Bumin decise allora di attaccare i vecchi alleati unendo le sue forze a quelle del regno Wei, che allora dominava la Cina settentrionale, e nel 552 sconfisse Yujiulü Anagui, ultimo Khan Juan Juan. Il suo nuovo potere venne quindi ufficialmente riconosciuto dalla Cina attraverso il matrimonio con la principessa Wei Changle e giunse all'apice con l'autoproclamazione a Il-Qaghan (Re dei Re) del nuovo impero Göktürk nella città di Ötüken. Bumin assegnò poi la parte occidentale dell'impero al fratello Istämi che aiutò i Persiani a distruggere il potere degli Eftaliti, vecchi alleati degli Juan Juan. A questa campagna è stata attribuita la responsabilità di aver causato lo spostamento in Europa degli Avari.

## Guerra civile

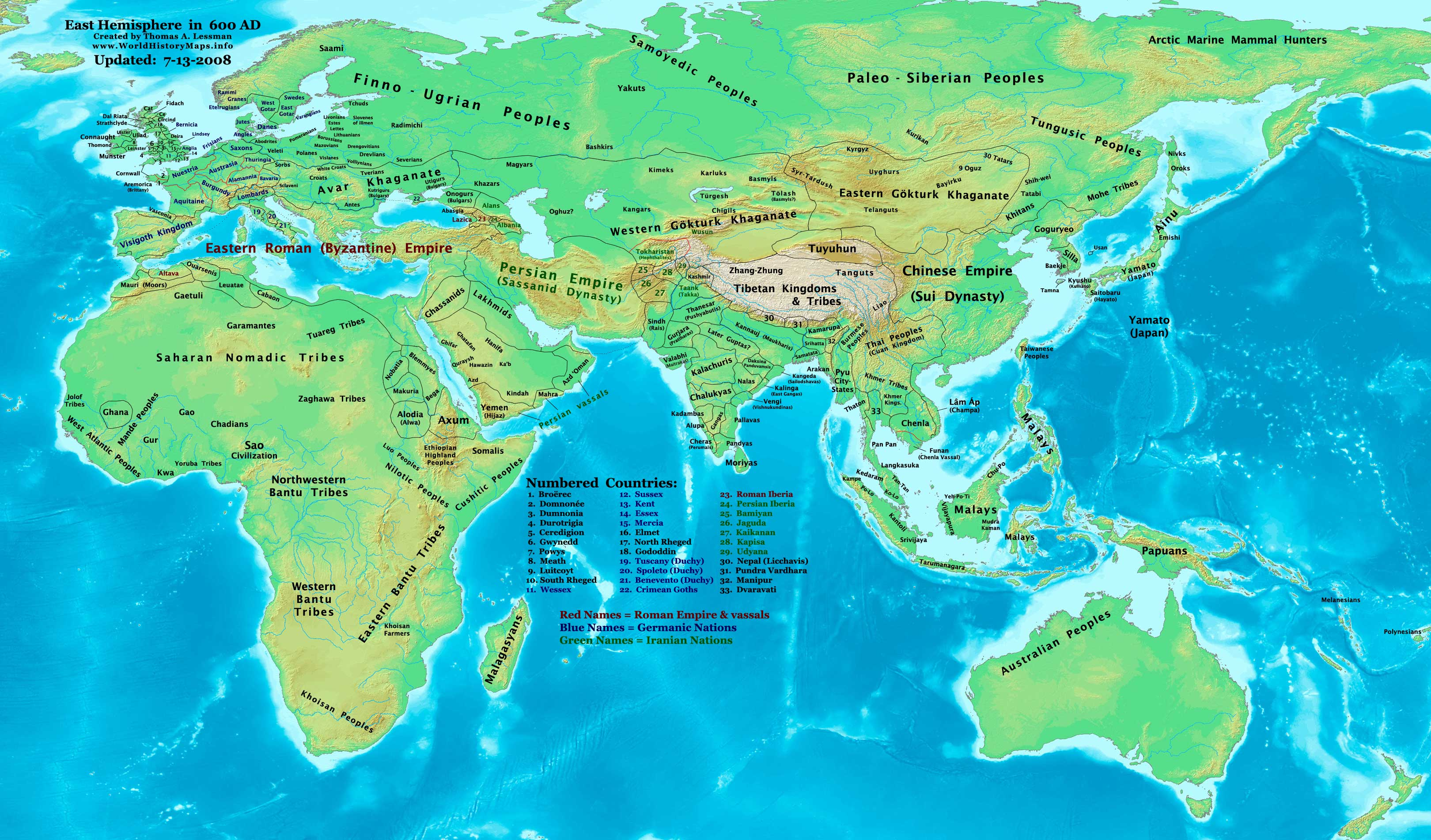
Khaganati turchi al loro apice nel 600 D.C. : I Gokturk occidentali in viola mentre i Gokturk orientali in blu. I colori chiari sono sotto il loro governo, i colori scuri la loro area di influenza

Il primo impero göktürk si spezzò in due dopo la morte del quarto Khagan, Taspar (circa 584), questi aveva infatti designato a succedergli il nipote Talopien, ma il gran consiglio gli preferì un tal Ishbara. Subito attorno ai due principi si formarono fazioni rivali, a queste se ne aggiunsero altre e poco dopo i pretendenti al titolo di Khagan erano già diventati quattro ognuno dei quali era aizzato contro l'altro dalle dinastie cinesi Sui e Tang. Ben presto Tardu, il figlio di Istämi che controllava la parte occidentale dell'impero, famoso per la sua ferocia, si proclamò Khagan e marciò verso est per sconfiggere Ishbara, questi, sicuro della sconfitta, fece atto di sottomissione all'imperatore Sui. Tardu attaccò allora la capitale Sui, Changan, come monito ai cinesi a non immischiarsi, ma la diplomazia e l'oro cinesi riuscirono a far rivoltare molte tribù vassalle di Tardu (ca.600) come i Tiele e i Syr-Tardush provocando la fine dei progetti di riunificazione.

## I due imperi
Dopo la guerra civile l'impero si trovò quindi diviso in due parti, quella orientale (Khaganato turco orientale), vassalla dell'impero Sui, mantenne il nome Göktürk, quella occidentale (Khaganato turco occidentale) invece prese il nome di Onoq (le dieci frecce). Il Khan dell'est Hsien decise di attaccare la Cina nel momento di debolezza susseguente alla sostituzione della dinastia Sui con quella Tang (626-630), ma i suoi piani vennero vanificati da una rivolta di una confederazione di tribù Tiele chiamata Uiguri alleata con l'imperatore Tang Taizong, il Khan fu fatto prigioniero e il suo impero ridotto a protettorato Tang.
Nello stesso periodo il Khan Onoq Tung Sche-hu venne assassinato da diplomatici persiani, la sua morte portò a un'ulteriore divisione dell'impero occidentale in due regni in lotta, i Tulu e i Nushipi. Entrambi questi due regni furono conquistati dal generale Tang Su Ding Fang nel 657.

## Periodo intermedio

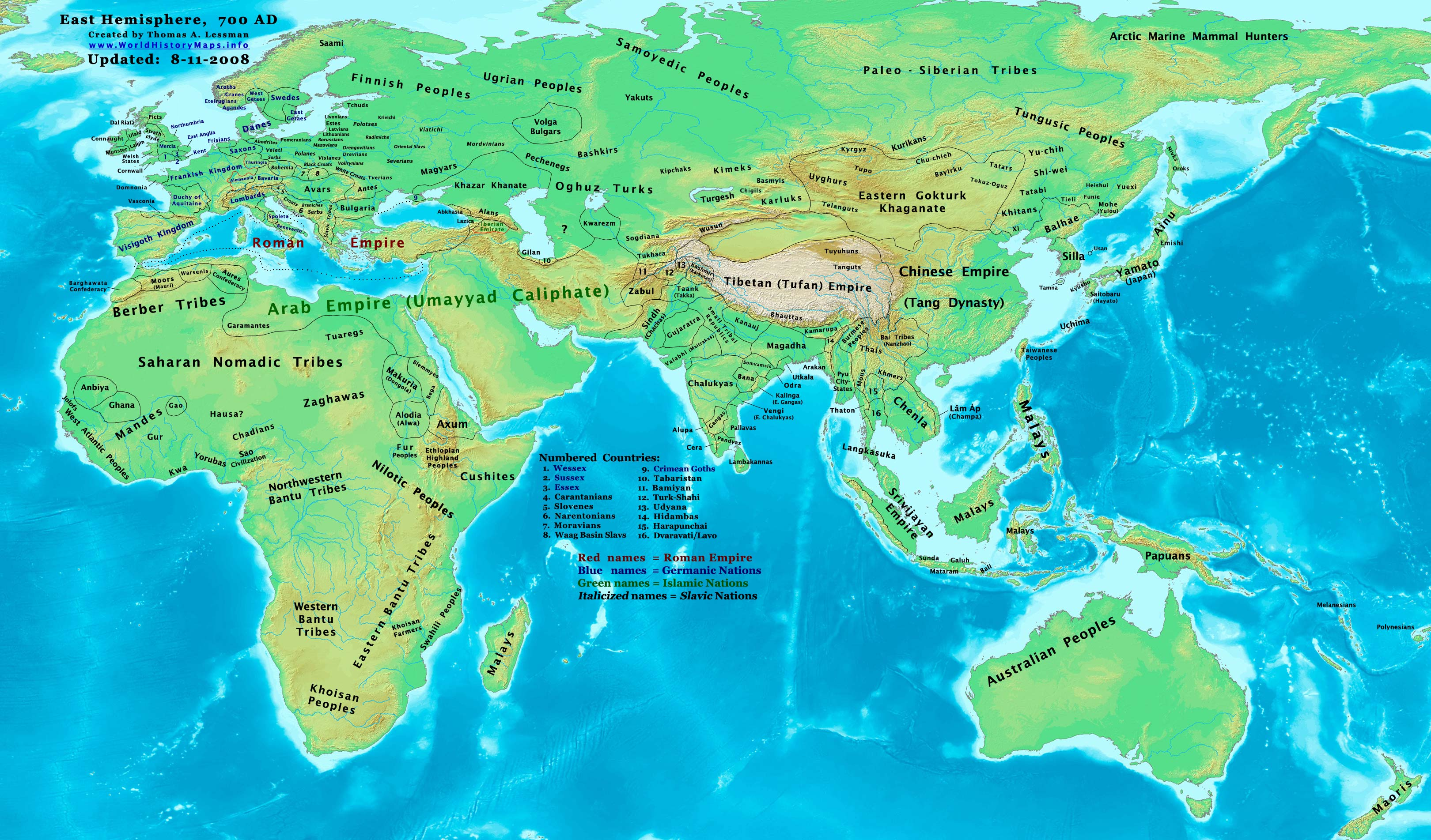
L'Asia nel 700 D.C. con il secondo impero turco

Il periodo dal 659 al 681 fu caratterizzato per i Göktürk dalle divisioni tribali e dalla sudditanza ai cinesi, da tentativi di opporsi alla crescente potenza Uigura e dall'emergere a occidente dei Turgesh come successori degli Onoq.

## Secondo impero
Nonostante tutto i due principi Ilteriş Şad e suo fratello Bäkçor Qapağan Khan riuscirono a rifondare l'impero attraverso una serie di guerre condotte dal 681 al 705 che li portarono dalla Grande muraglia alla Transoxiana. Il loro potere era incentrato intorno alle montagne Changai. Il figlio di Ilteriş, Bilge Khagan, fu anch'egli un capo carismatico, ma alla sua morte nel 734 l'impero declinò in una serie di lotte civili e invasioni cinesi che portarono alla sua estinzione e alla definitiva ascesa degli Uiguri.